# CAMP
CAMP (англ. Cathelicidin antimicrobial peptide) – білок, який кодується однойменним геном, розташованим у людей на короткому плечі 3-ї хромосоми.  Довжина поліпептидного ланцюга білка становить 170 амінокислот, а молекулярна маса — 19 301.
| 10         |  | 20         |  | 30         |  | 40         |  | 50         |
| ---------- |  | ---------- |  | ---------- |  | ---------- |  | ---------- |
| MKTQRDGHSL |  | GRWSLVLLLL |  | GLVMPLAIIA |  | QVLSYKEAVL |  | RAIDGINQRS |
| SDANLYRLLD |  | LDPRPTMDGD |  | PDTPKPVSFT |  | VKETVCPRTT |  | QQSPEDCDFK |
| KDGLVKRCMG |  | TVTLNQARGS |  | FDISCDKDNK |  | RFALLGDFFR |  | KSKEKIGKEF |
| KRIVQRIKDF |  | LRNLVPRTES |  |            |  |            |  |            |

A: Аланін

C: Цистеїн

D: Аспарагінова кислота

E: Глутамінова кислота

F: Фенілаланін

G: Гліцин

H: Гістидин

I: Ізолейцин

K: Лізин

L: Лейцин

M: Метіонін

N: Аспарагін

P: Пролін

Q: Глутамін

R: Аргінін

S: Серин

T: Треонін

V: Валін

W: Триптофан

Кодований геном білок за функціями належить до антибіотиків, антимікробних білків. 
Секретований назовні.